# Abilismo
L'abilismo o capacitismo è lo stigma e la discriminazione nei confronti delle persone disabili e, più in generale, il presupporre che tutte le persone abbiano un corpo e una mente abile.
In una prospettiva abilista, la disabilità è vista come un difetto invece che un aspetto della varietà umana, mentre il corpo-mente non disabile è considerato la norma, quindi ciò che se ne discosta è visto come inferiore, negativo e con meno valore.
L'abilismo è un’oppressione sistemica, cioè è una visione del mondo che si manifesta a tutti i livelli della società, così come il razzismo, il sessismo, l’omobitransfobia ecc.

## Caratteristiche
Essa viene perpetrata verso ogni tipo di disabilità (fisica, sensoriale, intellettiva eccetera) e consiste nel:
- negare l'accesso a determinati luoghi/attività/mezzi di trasporto per via di barriere architettoniche e/o sensoriali;
- posteggiare negli appositi parcheggi riservati ai disabili pur non possedendo il contrassegno (e non essendo quindi disabile);
- attaccare fisicamente o verbalmente per via della disabilità;
- rifiutarsi di offrire alle persone disabili le agevolazioni cui hanno diritto;
- utilizzare un linguaggio discriminatorio o che abbia accezioni negative nei confronti della disabilità ("diversamente abile", "malgrado la disabilità", "costretto in carrozzina", ecc.)[3];
- usare nomi di disabilità come offese (down, cerebroleso, ritardato, handicappato ecc.)[3];
- trattare le persone disabili con pietismo o come se fossero eroi per il solo fatto di vivere una vita normale[3];
- negare l'esistenza di determinate disabilità mentali o fisiche.

## Definizione
In generale, infatti, il termine si riferisce a un modo di pensare, costruire e vivere il mondo a misura delle persone che non presentano impedimenti fisici o di altro genere, non garantendo di conseguenza la possibilità di godere di una piena cittadinanza alle persone considerate disabili da tale visione. Si tratta di un vero e proprio paradigma culturale di pensiero che si traduce in barriere sociali, mentali e fisiche nei confronti dei “non abili”. Per comprendere il termine, esso si può paragonare agli omologhi riferiti ad altre categorie sociali e culturali, come razzismo e sessismo.

### Disability Studies
In genere, secondo il paradigma abilista, viene considerato “abile” colui che è definito “normale”, in quanto rientra nella norma, sia che essa si riferisca ad aspetti prettamente fisici, sia mentali. Il termine abilismo è centrale e fondamentale nel discorso sulla disabilità e in particolare nella prospettiva dei Disability Studies. La disciplina di ricerca e di studio dei Disability Studies vede nel paradigma abilista la causa della definizione della disabilità, considerata come costrutto sociale, politico, economico e culturale. 

## Storia
Abilista è stato il regime nazista, che perseguitò tra gli altri anche le persone disabili perché ritenute inutili alla razza ariana.
Un atteggiamento antidiscriminatorio è invece stato adottato, per esempio, dalla Carta dei diritti fondamentali dell'Unione europea, come dalla Costituzione Italiana e dalla Convenzione delle Nazioni Unite del maggio 2012 sui diritti delle persone con disabilità. In molti Paesi occidentali oggi la normativa applica verso le persone disabili una discriminazione positiva volta ad assicurare a essi il minor numero di disagi possibili e una piena partecipazione alla vita sociale e politica del territorio.
Negli Stati Uniti la reazione a questa normativa ha prodotto la leggenda metropolitana di un abbassamento degli standard di qualità, per l'assunzione dei controllori di volo, ad opera dei presidenti Obama e Biden: un rapporto di fact checking della BBC ha però confutato l'affermazione secondo cui persone con "severe disabilità intellettuali o psichiatriche" potessero essere assunte in quei ruoli.

## Etimologia
Il termine abilismo deriva dall'inglese americano ableism (che diventa disablism, invece, per il Regno Unito). È un termine che negli ambienti inglesi ha iniziato a diffondersi a partire dalla fine degli anni '80, mentre in italiano si è iniziato a usarlo più recentemente (si parla, infatti, di neologismo), anche a seguito dell'approvazione di uno specifico emendamento al disegno di legge contro le discriminazioni in esame dal 2020 al Parlamento italiano.